# Jochen Kuhlmey
Jochen Kuhlmey (eigentlich Hans Joachim Karl August Hermann Kuhlmey; * 14. September 1912 in Hinrichshagen, Vorpommern; † 11. September 1973 in München) war ein deutscher Schauspieler, Bühnen- und Drehbuchautor.

## Leben
Jochen Kuhlmey war Sohn des Rittergutsbesitzers Walter Ernst Hermann Kuhlmey und seiner Ehefrau Margarete Charlotte. Er war zunächst als Schauspieler in einigen Filmproduktionen zu sehen. Darunter befanden sich 1933 Reifende Jugend von Carl Froelich mit Horst Beck, Jochen Blume und Albert Florath und 1935 Mach’ mich glücklich von Arthur Robison mit Emil Birron, Egon Brosig und Else Elster. Ab den 1940er Jahren wendete er sich zunehmend dem Schreiben von Drehbüchern zu. So zeichnete er für die Bücher zu der Literaturverfilmung Hochzeit auf Bärenhof (gleichzeitig auch als Regieassistent) aus dem Jahr 1942 in der Regie von Carl Froelich mit Heinrich George, Lina Carstens und Paul Wegener und 1944 zu der zweiteiligen Verfilmung des Romans Familie Buchholz von Julius Stinde mit den Titeln Familie Buchholz und Neigungsehe verantwortlich. Wiederum unter der Regie von Carl Froelich spielten unter anderem Henny Porten, Paul Westermeier und Grethe Weiser.
Jochen Kuhlmey war auch als Autor tätig. So verfasste er den Roman Treffpunkt Marseille und die Komödie Ein Stier und zwei Jungfrauen. 1964 schrieb er gemeinsam mit Horst Pillau das Volksstück Der Kaiser vom Alexanderplatz.

## Werke (Auswahl)

### Darsteller
- 1933: Reifende Jugend
- 1935: Mach’ mich glücklich
- 1935: Ich war Jack Mortimer
- 1937: Die ganz großen Torheiten
- 1938: Du und ich (Chargen-Rolle)
- 1952: Die Diebin von Bagdad

### Drehbuch
- 1942: Hochzeit auf Bärenhof
- 1944: Familie Buchholz
- 1944: Neigungsehe
- 1944: Ein fröhliches Haus
- 1944/50: Vier Treppen rechts (Vorlage)
- 1949: Die Freunde meiner Frau
- 1951: Das späte Mädchen
- 1955: Oh – diese „lieben“ Verwandten
- 1956: Vergiß, wenn Du kannst
- 1957: Kindermädchen für Papa gesucht (Vorlage)
- 1958: Der Elefant im Porzellanladen
- 1970: Hurra, ein toller Onkel wird Papa

### Regieassistenz
- 1942: Hochzeit auf Bärenhof

### Schauspiel
- 1941: Neigungsehe, Lustspiel
- 1964: Der Kaiser vom Alexanderplatz (mit Horst Pillau)